# Peter Frankopan
Peter Frankopan (ur. 22 marca 1971) – brytyjski historyk mediewista. 

## Życiorys
Profesor historii średniowiecznej w Worcester College w Oksfordzie. Dyrektor Oxford Centre for Byzantine Research. Zajmuje się krucjatami. 

## Wybrane publikacje
- The First Crusade: The Call from the East, 2012.
- The Silk Roads: A New History of the World, Knopf, 2015, ISBN 978-1101946329).
- De zijderoutes: een nieuwe wereldgeschiedenis, 2016
- El corazón del mundo: Una nueva historia universal, Editorial Crítica, 2016, ISBN 978-8416771165
- Licht aus dem Osten: Eine neue Geschichte der Welt, Rowohlt Berlin 2016, ISBN 978-3871348334

## Publikacje przetłumaczone na język polski
- Pierwsza krucjata. Wezwanie ze Wschodu, przeł. Monika Wyrwas-Wiśniewska, Warszawa: WAB 2015, ISBN 978-83-280-2089-4
- Jedwabne szlaki. Nowa historia świata, przeł. Piotr Tarczyński, Szymon Żuchowski, Warszawa: WAB 2018
- Jedwabne szlaki. Teraźniejszość i przyszłość świata, przeł. Szymon Żuchowski, Warszawa: WAB 2021